# 宮川曼魚
宮川 曼魚（みやがわ まんぎょ、1886年3月24日 - 1957年11月16日）は、日本の随筆家、江戸文化研究家。本名は渡辺兼次郎。

## 経歴
東京・日本橋に生まれる。生家は鰻屋「喜代川」。生家も鰻屋であったが、自身ものちに深川にあった鰻屋「宮川」を継いだ。鰻屋の稼業のかたわら、独学で江戸文学の研究、とくにその背景となっている江戸文化の考証に打ち込んだ。黄表紙と洒落本の収集家としても著名であった。その蔵書は、早稲田大学に寄贈された。
俳句を岡野知十に師事し、『文明』や『花月』などに作品を投稿した。

## 著書
- 『江戸売笑記』（批評社、1927年6月）
- 『花鳥風月』（人文書院、1935年6月）
- 『深川のうなぎ』（住吉書店、1953年12月）

## 家族・親族
- ルネ・ヴァン・ダール・ワタナベ - 占星術師。孫。
- 渡辺雪三郎 - デザイナー。孫。